# 21 루테티아
21 루테티아(21 Lutetia)는 소행성대의 소행성 중 하나이며, 특이한 분광형을 가지는 소행성이다. 루테티아라는 이름은 파리의 라틴식 이름을 따온 것이다.

## 발견과 탐사
루테티아는 1852년 11월 15일, 골드시미트가 파리의 그의 아파트 발코니에서 발견했다. 루테티아의 궤도는 1852년 11월에서 12월, 독일인 천문학자인 게오르그 룀커가 계산했다. 1903년, 하버드 대학교 관측소의 에드워드 피커링이 충 위치에 있는 루테티아를 찍었다. 그는 그 때의 밝기를 10.8등급으로 계산했다.
2010년 7월 10일, 유럽 우주국의 로제타가 추류모프-게라시멘코 혜성을 탐사하러 가는 도중 루테티아를 지나쳤다. 그 과정에서 얻은 정보로 루테티아는 M형 소행성으로 판단되었다.

## 같이 보기
- 우주선이 방문한 소행성체와 혜성 목록